# Cray Blitz

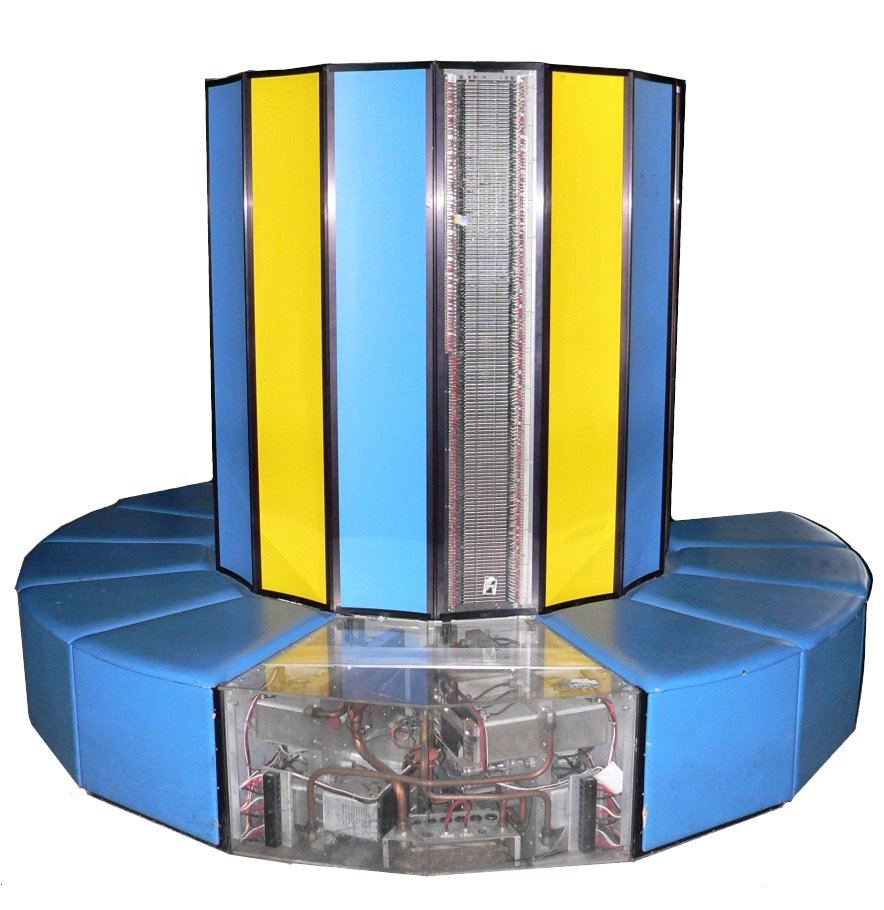
Cray XMP 48

Cray Blitz was een schaakprogramma geschreven  door Robert Hyatt, Harry Nelson en Albert Gowerto voor een Cray supercomputer.
Cray Blitz was een opvolger van het programma Blitz, dat Hyatt schreef voordat hij was afgestudeerd. "Blitz" speelde zijn eerste zet in de herfst van 1968 en werd continu verbeterd tot ongeveer 1980. Omstreeks die tijd besloot Cray Research het programma te sponsoren. 
Het programma deed mee aan verschillende computerschaakevenementen van 1980 tot 1994 toen de laatste Association for Computing Machinery (ACM) computer schaak toernoei werd gehouden in Cape May. 
Cray Blitz won verschillende ACM evenementen en twee achtereenvolgende wereldtitels in 1983 en 1986. 
Het programma Crafty is afgeleid van Cray Blitz.